# Jean XXI
Jean XXI, connu aussi sous son surnom « originel » de Pierre d'Espagne (Petrus Hispanus en latin, Pietro di Spagna en italien...) car né Pedro Julião (Petrus Juliani...) à Lisbonne vers 1220 voire 1215 (entre 1210 et 1220 environ) et mort le 20 mai 1277 à Viterbe, est le 187e pape de l'Église catholique, entre septembre 1276 et sa mort, le seul (voire le deuxième et dernier) pape portugais de l'Histoire.

## Biographie
Pedro Julião naît à Lisbonne entre 1210 et 1220 à peu près, fils du médecin Julião Rebelo et de Teresa Gil.
Il commence ses études dans l'école cathédrale de Lisbonne et fréquente ensuite l'université de Paris puis celle de Montpellier, où il étudie la médecine et la théologie accordant une attention particulière aux conférences de dialectique, de logique et surtout à la physique et à la métaphysique d'Aristote.
Entre 1245 et 1250 il enseigne la médecine à l'université de Sienne où il écrit quelques œuvres parmi lesquelles se distinguent les Summulæ Logicales qui furent le manuel de référence de la logique aristotélicienne pour les universités européennes.
En 1272 il est nommé archevêque de la séculaire cité de Braga et de toute sa région d'influence, y succédant à D. Martinho Geraldes. En 1273 il est créé cardinal par le pape Grégoire X.
Après la mort du successeur indirect de ce dernier Adrien V le 18 août 1276, Pedro Hispano est lui-même élu pape par le conclave du 8 septembre suivant et intronisé le 20.
À cause de l’imprécision des listes de papes de cette époque, il prend alors par erreur le nom de Jean XXI (Ioannes vicesimus primus en latin) bien qu'il n'y ait jamais eu de pape Jean XX avant lui.
Très intéressé par la chirurgie, il demeure le seul pape médecin et chirurgien.
Il reste par ailleurs le seul Portugais monté sur le trône de saint Pierre. Une hypothèse minoritaire considère Damase Ier, pape de 366 à 388, comme potentiellement d'origine portugaise.

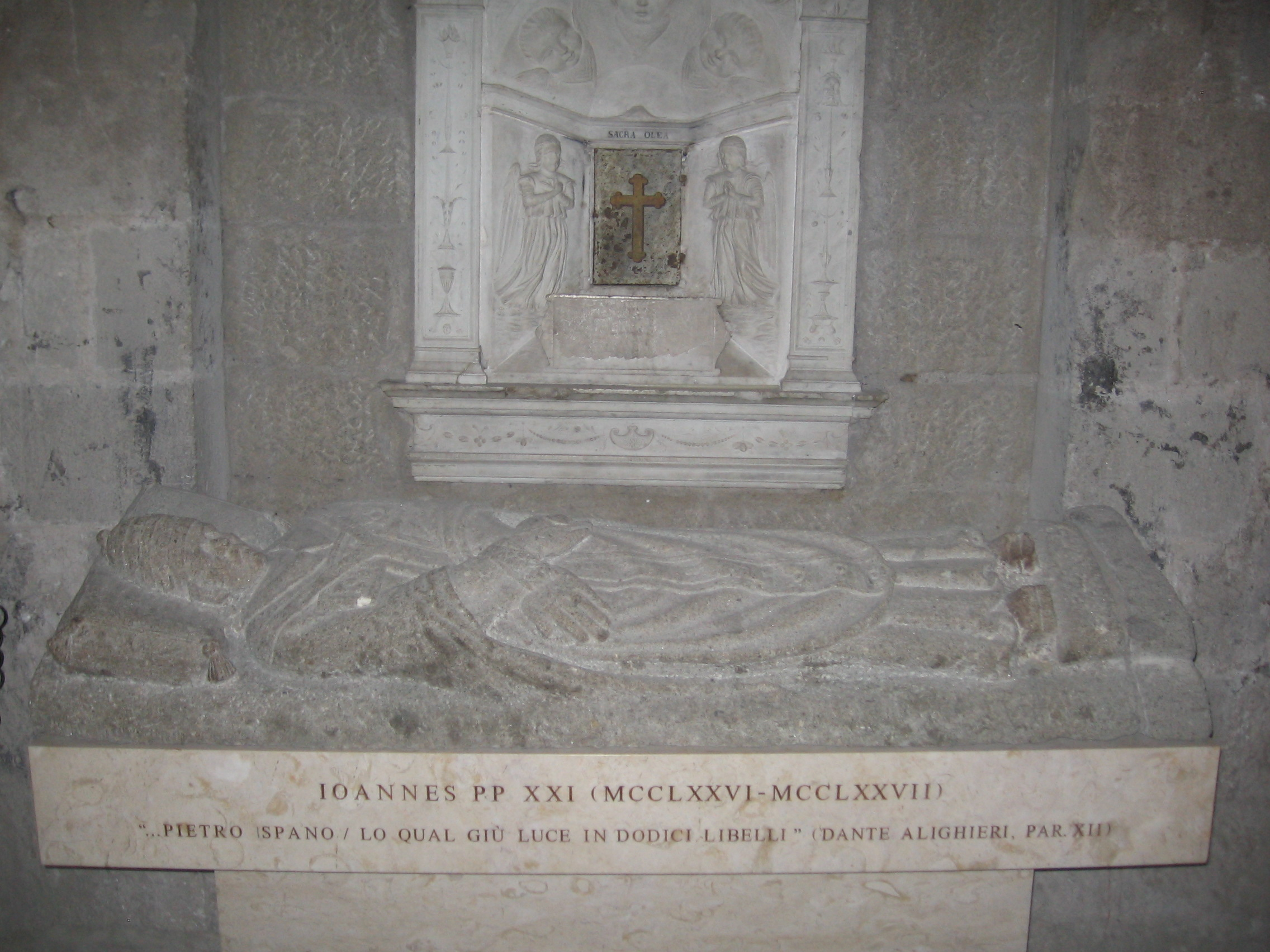
Sarcophage de Jean XXI dans la cathédrale de Viterbe.

Il meurt le 20 mai 1277, huit mois après ses élection et intronisation, des séquelles d'un grave accident survenu dans son palais de Viterbe dont il dirigeait les travaux et dont une partie du toit s'était effondrée sur lui. Il est inhumé dans la cathédrale de la ville (sarcophage en photographie ci-contre).
En mars 2000, par un engagement spécial du maire de Lisbonne João Soares et la volonté du pape Jean-Paul II, un nouveau mausolée à la mémoire de Jean XXI est installé dans l'allée centrale de la cathédrale.

## Petrus Hispanus(Pierre d'Espagne): homonymies
Depuis des travaux novateurs et décisifs de José Francisco Meirinhos en 1996, 2000, 2002 et d'Angel d'Ors en 1997, 2001 et 2003, et malgré la longue liste de différents (sur)noms sous lesquels est connu ce pape Petrus devenu Johannes,, il est désormais acquis que ce même « nom » désigne en réalité plusieurs « personnalités » différentes et souvent contemporaines entre elles comme les suivantes :
- le présent pape Jean XXI, Pierre de Julien ou Pierre de Lisbonne (Pedro Juliâo de Lisboa, Petrus Juliani Ulixbonensis), familier d'Alphonse III (roi de Portugal) vers 1250, archidiacre à Braga en 1272, cardinal élu pape vers le 15 septembre 1276, initiateur de l'enquête d'Étienne Tempier sur de supposées hérésies en 1277, mort d'une chute de poutre le 20 mai de la même année.

Thesaurus pauperum.

- Petrus Hispanus Logicus (Pierre d'Espagne le Logicien), peut-être originaire de Navarre, proche du roi Ferdinand III de Castille, moine dominicain auteur de deux traités logiques très importants : les Summulae logicales vers 1235-1240[8] et les Syncategoremata, écrites à Paris ; peut-être la même personne que Petrus Ferrandi (Pedro Ferrando, Pierre Ferrand).
- Petrus Hispanus Portugalensis (Pierre d'Espagne le Portugais), maître portugais, auteur de Scientia libri de anima (vers 1240) et du Liber de morte et vita.
- Petrus Hispanus Ignotus (Pierre d'Espagne l'Inconnu), peut-être moine franciscain, auteur de Sententia cum quaestionibus in Aristotelis 'De anima' I et II (vers 1245 à Toulouse).
- Petrus Hispanus Medicus Compostelanus (Pierre d'Espagne le Médecin de Compostelle), peut-être originaire de Saint-Jacques-de-Compostelle en Galice, auteur d'une quinzaine de traités médicaux (d'ophtalmologie, en diététique, soins, des commentaires sur Galien, d'autres sur Hippocrate, etc.), peut-être auteur du célèbre manuel de médecine le Thesaurus pauperum (Trésor des pauvres).
- Petrus Hispanus l'Alchimiste.